# جون إدواردز (منتج تلفزيوني)
جون إدواردز (بالإنجليزية: John Edwards)‏ هو منتج تلفزيوني أسترالي، ولد في 4 مارس 1953 في Manly, New South Wales ‏ في أستراليا.